# Сражение у мыса Дандженесс
Сражение у мыса Дандженесс (англ. Battle of Dungeness) — морское сражение, произошедшее во время Первой англо-голландской войны возле мыса Дандженесс в графстве Кент.

## Предыстория
В сентябре 1652 года правительство Английской республики, Государственный совет, ошибочно полагая, что Соединённые провинции после поражения в сражении при Кентиш-Нок будут воздерживаться от вывода флота в море в столь позднее время года, послали корабли в Средиземное море и на Балтику. В то же время самые мощные английские суда оставались в ремонте, а неповреждённые недосчитывались экипажа, так как моряки или дезертировали, или бунтовали из-за задолженности по жалованию. Это привело к тому, что английский флот был слабым и малочисленным в домашних водах. Тем временем голландцы делали всё возможное, чтобы усилить свой флот. Торговые интересы Нидерландов требовали от военного флота сделать последнее усилие для сопровождения торговых судов на юг.

## Ход сражения
21 ноября (1 декабря) 1652 год лейтенант-адмирал Мартен Тромп, снова ставший (неофициально) главнокомандующим после того, как его преемник вице-адмирал Витте де Витт пережил нервный срыв из-за поражения в сражении при Кентиш-Нок, отплыл из порта Хеллевутслёйс с 88 тяжёлыми кораблями и 5 брандерами, сопровождая огромный конвой из 270 торговых судов, направлявшихся во Францию, Средиземноморье и Индию. Вначале неудобный юго-западный шторм заставил его вернуться, но 23 ноября он опять отплыл на юг. С конвоем в сопровождении шестнадцати боевых кораблей, благополучно пройдя через Па-де-Кале, Тромп повернул на запад в поисках англичан, и 29 ноября 1652 года он между мысами Северный Форленд и Южный Форленд обнаружил стоявший на якоре английский флот из 42 линейных кораблей и 10 меньших судов под командованием Роберта Блейка. После военного совета, на котором было решено избегать битвы, англичане немедленно покинули место своей стоянки, отплыв к югу. Позже Блейк объяснил это непониманием, насколько велик был голландский флот, или боязнью попасть в ловушку, как это было с испанцами несколько лет назад в сражении у Даунса. Ветер сменился на сильный северо-восточный, так что англичане в любом случае не могли вернуться в Даунс, довольствуясь Дувром. Английский флот быстро обогнул Южный Форленд, пока голландцы не могли догнать их, и оба флота вечером стали на якорь в пяти милях друг от друга. За ночь шторм рассеял несколько голландских судов. На следующий день в полдень оба флота начали движение на юго-запад, англичане, держась берега, и голландцы, на некотором расстоянии. Оба флота были разделены отмелью Варн и поэтому не могли вступить в бой. В конце концов береговая линия на далеко выдающемся в море мысе Дандженесс заставила англичан повернуть южнее. Между отмелью Варн и мысом Дандженесс был узкий проход. Блейк надеялся убежать через него, но когда он прибыл туда, его уже поджидало около семнадцати голландских кораблей. Тем не менее он продолжил манёвр. Около 15:00 передовые корабли обоих флотов, как выражались тогда, «заговорили языком пороха и пуль».
«Триумф» Блейка был первым большим кораблём, плывшим через проход. В это время подошёл «Бредероде» Тромпа, и голландский командующий немедленно поднял красный флаг как сигнал к атаке. Блейк, заметив это, повернул, чтобы пересечь курс «Бредероде» и дал по нему залп. Тромп в ответ тоже развернулся и дал залп. Затем следующий английский корабль, «Гарленд», двинулся между «Триумфом» и «Бредероде» в попытке также пересечь курс последнего. Это не удалось, однако «Гарленд» протаранил носовую часть «Бредероде» с правого борта с такой силой, что оба корабля остались сцепленными. Сноут и бушприт на «Бредероде» были сломаны. Большая по количеству команда «Бредероде» быстро захватила «Гарленд». Тромп воодушевил своих людей, пообещав награду в пятьсот гульденов тому, кто первый снимет английский флаг. Один из моряков взобрался на грот-мачту «Гарленда» и заменил крест святого Георгия на флаг принца. В отчаянии капитан Ричард Баттен взорвал свою собственную верхнюю палубу, чтобы отогнать голландцев. Между тем третий прибывший английский корабль, «Энтони Бонавентура», сцепился с кормой «Бредероде». Поливая палубу голландского корабля картечью, он вскоре вынудил экипаж скрыться под палубой. Заметив трудное положение своего командира, вице-адмирал Йохан Эвертсен, в свою очередь, протаранил корму «Энтони Бонавентура» своей «Голландией», таким образом уже четыре корабля были сцеплены. В жестокой борьбе, потеряв шестьдесят человек, его моряки уничтожили весь экипаж «Энтони Бонавентура», включая капитана Вальтера Хокстона. Когда секретарь Тромпа, стоявший рядом с ним, был убит выстрелом из мушкета, он призвал объединённые экипажи «Бредероде» и «Голландии» к штурму «Гарленда», воскликнув: «Дети мои, так не может дальше продолжаться. Либо мы их, либо они нас». «Гарленд» был взят, шестьдесят из ста пятидесяти членов экипажа было убито, включая капитана Баттена. На тот момент «Гарленд» был в плохом состоянии, большая часть его руля была отстрелена.
Блейк попытался помочь «Гарленду» и «Энтони Бонавентура», но попал под непрерывную атаку голландских флагманов «Принцесса Луиза» Йохана де Лифде и «Монниккендам» Питера Флорисзона. «Триумф» едва избежал абордажа с обоих бортов со стороны «Принцессы Луизы» и «Гульден Бер» капитана Яна де Хаса. Блейк получил небольшую поддержку от остального английского флота. Когда «Хэппи Энтранс» вошёл в проход, он был тут же атакован и лишь с трудом смог выйти из-под огня. Остальные английские корабли начали понимать тактическую ситуацию: проход работал как бутылочное горло, и прохождение англичан через него позволяло голландцам побеждать их корабли один за другим. С другой стороны, большинство голландских кораблей ещё не вступило в бой. Раздосадованный, коммодор Михаил де Рюйтер на «Витте Лам» вошёл в проход с другой стороны, чтобы атаковать основную массу английских кораблей, но никто за ним не последовал и он вынужден был отойти. Он жаловался в своём журнале: «Если бы нас поддержали хотя бы десять или двенадцать кораблей, мы бы разгромили весь флот». Несмотря на тактические трудности, для англичан было недопустимо оставить Блейка на произвол судьбы. Два самых мощных после «Триумфа» английских судна, «Вангард» и «Виктория», применили свою огневую мощь чтобы сломить противодействие голландцев и позволить Блейку отступить и соединиться с основными силами англичан. «Триумф» потерял фор-стеньгу, а Блейк был ранен.
Около 17:00 наступление темноты окончило битву. Большая часть голландского флота даже не успела подойти. Английский флот к наступлению ночи потерял пять кораблей. В их числе захваченные «Гарленд» и «Энтони Бонавентура», которые затем были зачислены во флот Нидерландов как «Розенкранс» и «Бонавентура». Два меньших судна были сожжены, одно из них, предположительно, лёгкий фрегат «Акорн», и одно потоплено. Вечером голландцы потеряли «Схидам» (также известный как «Гельдерланд», поскольку поддерживался штатами Гельдерланда) из-за пожара и последующего взрыва. Капитан Дирк Юнбол умер от ран на следующий день. Блейк отступил той ночью под покровом темноты на якорную стоянку в Даунс. Голландцы не преследовали его, а использовали время для ремонта кораблей, особенно «Бредероде». Следующим утром голландцы перехватили группу трёх торговых судов, шедших с запада. Охранявший их корабль «Мерлин» смог уйти, но сами суда были захвачены и их груз инжира и лимонов был распределён между экипажами голландцев. Однако Тромп не был удовлетворён результатом, поскольку голландцы упустили возможность уничтожить англичан. 1 декабря он пустился в погоню за Блейком, который к тому времени уже снова обогнул Южный Форленд. Ветер сменился на восточный, который позволял Блейку быстро достичь Темзы, но задерживал голландцев. Была обнаружена группа английских кораблей, посланная как подкрепление Блейку, но разминувшаяся с ним в темноте. Два новых фрегата, «Руби» и «Сапфир», смогли уйти, но «Геркулес», вооружённое торговое судно, было выброшено на берег капитаном Захари Брауном. Большинство команды убежало вглубь острова, но «Геркулес» и Браун были захвачены командой «Haes in 't Veld» Бастиана Центсена, который сумел снять судно с мели.
Вернувшись в Па-де-Кале, Тромп позволил его торговому конвою разделиться, и каждая группа поплыла дальше к своей цели вместе с боевыми кораблями охраны. Тромп решил атаковать Блейка в Медуэе, но несмотря на обещанную награду в пятьдесят фламандских фунтов, во всём голландском флоте не нашлось ни одного капитана, кто бы решился пойти в эти опасные воды. Только в 1667 году де Рюйтер смог организовать такую атаку во время рейда на Медуэй.

## Последствия
Сражение привело к нескольким реформам в английском флоте. Часть сил Блейка состояла из торговых судов с принудительно завербованным экипажем, которым оставили их гражданских капитанов или владельцев. Многие из них отказались участвовать в сражении. Некоторые военные капитаны настояли на своём традиционном праве входить и выходить из сражения на собственное усмотрение, а также покидать строй для удержания призов. Блейк угрожал уйти в отставку, если хоть что-то не будет сделано. Лорды — члены Комитета Адмиралтейства отреагировали следующим образом:
- требование всем судам с завербованным экипажем быть под командованием военного капитана;
- разделение флота на эскадры с командующими второго ранга для лучшего управления боем;
- издание Sailing and Fighting Instructions, которые значительно расширили полномочия адмиралов.

Победа дала голландцам временный контроль над Ла-Маншем, и, следовательно, над морской торговлей. Легенда гласит, что Тромп прикрепил метлу к своей мачте в знак того, что он вымел своих врагов из моря, но историки подвергают её сомнению, поскольку бахвальство было совсем не характерно для Тромпа. К тому же, прикреплённая к мачте метла в те времена могла означать, что корабль выставлен на продажу. Кроме того, голландские источники того времени не упоминают об этом.
Сражение не только показало недальновидное разделение сил англичан в то время, когда голландцы обладали большим флотом в домашних водах, но и вскрыло «низкое падение боевого духа не только на торговых судах, но и на многих военных кораблях». Похоже, капитаны нанятых торговых кораблей не хотели подвергать риску свои суда в битве, в то время как военным кораблям не хватало людей, чтобы плыть и сражаться.